# 황철민 (공무원)
황철민(黃哲民, 1941년 5월 7일 ~ )은 대한민국의 정치인이다.

## 생애
1990년 5월 18일에 서초구청장에 임명되었다.
1993년 3월 18일에 서울시 교통국장에 임명되었다.
1994년 12월 7일에 1급공무원으로 승진하였고, 서울시 공무원교육원장에 임명되었다.
삼풍백화점 붕괴 사고가 발생하자 서초구청장 재직 시절 뇌물을 받고 삼풍백화점의 설계변경을 승인해준 혐의로 징역 10월, 추징금 2백만원이 선고되었다.
1998년 6월 4일에 실시된 제2회 전국동시지방선거에서 자유민주연합 소속 기호 3번으로 서초구에 출마하였으나 낙선하였다.

## 학력[5]
- 계성고등학교 졸업
- 연세대학교 법과대학 법학과 졸업
- 연세대학교 대학원 경영대학원 석사

## 경력[5]
- 해병대 중위
- 서대문구청장
- 서초구청장
- 서울시 교통국장
- 서울시 공무원교육원장(1급)
- 인텍크산업(주) 부회장

## 역대 선거 결과
| 실시년도 | 선거      | 대수 | 직책   | 선거구      | 정당         | 득표수   | 득표율          | 순위 | 당락 | 비고     |
| -------- | --------- | ---- | ------ | ----------- | ------------ | -------- | --------------- | ---- | ---- | -------- |
| 1998년   | 지방 선거 | 4대  | 구청장 | 서울 서초구 | 자유민주연합 | 48,617표 | \| \| 34.14% \| | 2위  | 낙선 | 민선 2기 |
|          | 34.14%    |      |        |             |              |          |                 |      |      |          |

## 같이 보기
- 서대문구청장
- 서초구청장